# Artecinema
El ArteCinema es un cine arte en la Plaza Constitución de Buenos Aires, que pertenece a la red del organismo estatal INCAA. Abierto en 2009 como una sala privada, el emprendimiento quebró y en 2010 pasó a manos del Instituto para transmitir cine nacional.
El cine abrió en abril de 2009 como sala de estrenos, por iniciativa de cinco inversores: los españoles José María y Miguel Morales, junto a los argentinos Daniel Burman, Diego Dubcovsky, Fernando Sokolowicz y Pablo Rovito. La revista Ñ del diario Clarín auspició una de las salas, pero el proyecto falló y pasó a ser programado por el INCAA a partir de junio de 2010. Sin embargo, esta segunda etapa fracasó nuevamente, y el ArteCinema cerró sus puertas en septiembre de 2010. En agosto de 2011, reabrió como Cineclub km. 3 Artecinema, y en la actualidad continúa en manos del INCAA.
El edificio que ocupa el cine fue construido a comienzos de la década de 1960 ocupando una manzana completa, donde antes existía el Teatro Variedades, que había sido diseñado por el arquitecto Carlos Nordmann e inaugurado en 1909. Decadente con el declive del barrio y la plaza, había pasado a cabaret y cine porno y terminó demolido en 1961.
Según una ley de 1959, con la demolición de una sala teatral, es obligatorio que la construcción que la vaya a reemplazar incluya una sala de espectáculos, por lo cual el actual edificio fue preparado para esa función, pero la sala nunca fue activada y permaneció durante décadas como depósito, hasta que en 2009 los inversores hicieron el acondicionamiento para abrir ArteCinema.